# Parc national de Brioni
Le parc national de Brioni, ou Brijuni, est un parc national croate situé dans l'archipel du même nom en mer Adriatique au large des côtes occidentales de l'Istrie. Il a été fondé en 1983,

## Logo
Le logo du parc qui représente un poisson s'inspire de la forme de l'île de Gaz, un des îlots inhabités de l'archipel.

## Flore et faune
La majeure partie de la flore de l’archipel des îles Brijuni présente les caractéristiques typiquement méditerranéennes. Sur l’île Veliki Brijun, il y a environ 600 espèces de plantes indigènes. Ici, les cèdres, les bambous et l’if pyramidal se sont acclimatés, tandis que sur Vanga, l’épinette naine pousse. Il y a aussi beaucoup de végétation exotique que Tito a reçue d’hommes d’État étrangers. Les associations végétales les plus importantes de l’île Veliki Brijun sont : les arbustes du maquis, la forêt de chênes verts et de lauriers, et les conifères, très caractéristiques de la région.
Le parc abrite mouflons, daims et cerfs axis, tous introduits au début du XXe siècle. Depuis, leur nombre a augmenté et il est désormais possible de les voir partout sur les îles.

## Vues

Brijun
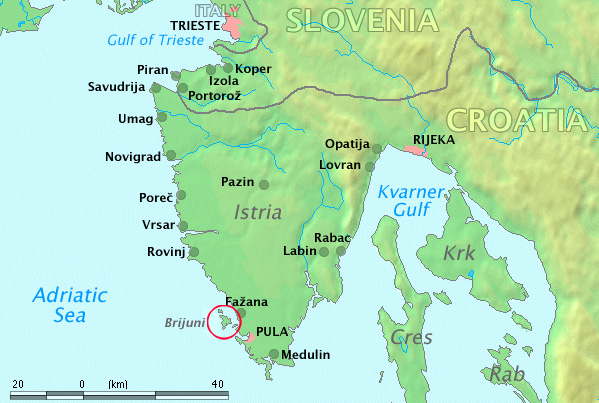
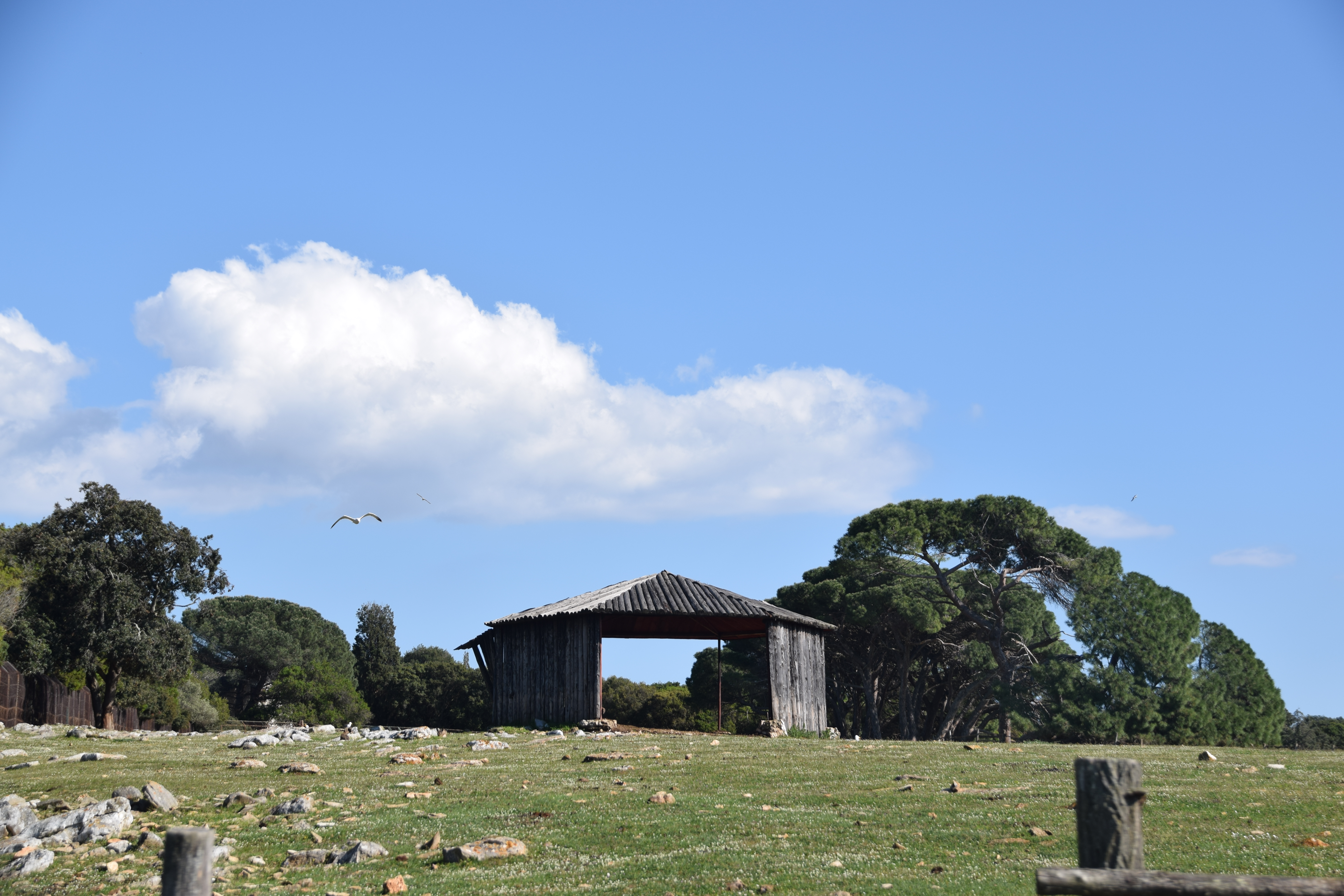
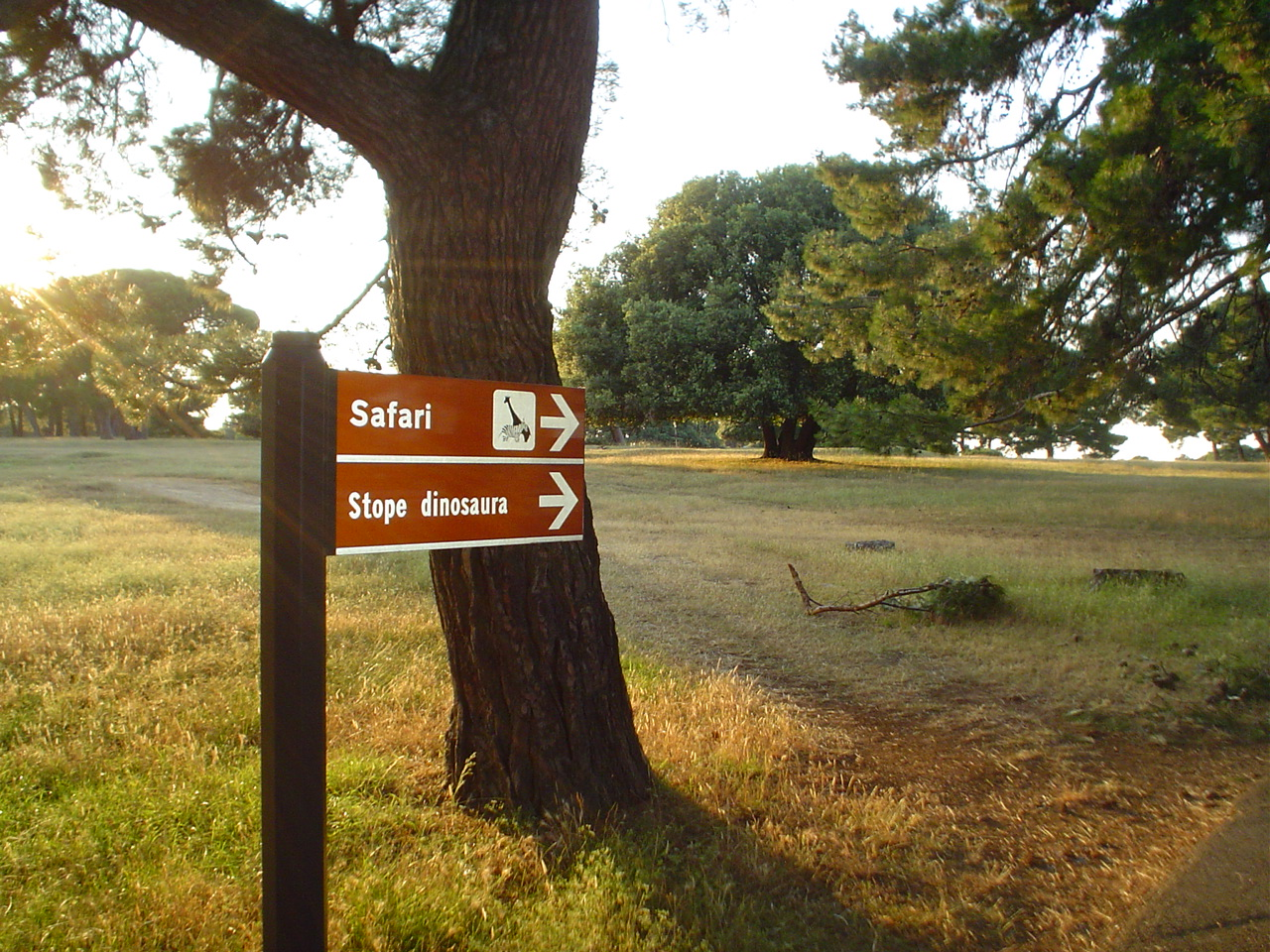